# La Flèche Wallonne 2016
Die Flèche Wallonne 2016 war ein belgisches Eintagesrennen mit Start in Marche-en-Famenne und Ziel an der Mauer von Huy in Huy in der Region Wallonien. Es fand am Mittwoch, den 20. April 2016, statt. Sie gehörte zur UCI WorldTour 2016 und war das zwölfte von insgesamt 28 Rennen der Serie.
Der Spanier Alejandro Valverde (Movistar Team) gewann das Rennen zum dritten Mal in Folge. Seinen ersten Sieg beim Wallonischen Pfeil feierte er vor zehn Jahren. Mit insgesamt vier Siegen ist er nun alleiniger Rekordsieger beim Flèche Wallonne.
Das Podium vervollständigten Julian Alaphilippe und sein Mannschaftskollege Daniel Martin aus dem Etixx-Quick Step-Team. Alaphilippe belegte bereits im Vorjahr den zweiten Platz.

## Teilnehmende Mannschaften
| WorldTeams (18)- AG2R La Mondiale - Astana - BMC Racing Team - Cannondale - Dimension Data - Etixx-Quick Step - FDJ - Giant-Alpecin - IAM Cycling - Katusha - Lampre-Merida - Lotto NL-Jumbo - Lotto-Soudal - Movistar Team - Orica-GreenEDGE - Sky - Tinkoff - Trek-Segafredo Professional Continental Teams (7)- Cofidis, Solutions Crédits - Delko-Marseille Provence-KTM - Fortuneo-Vital Concept - Roompot-Oranje Peloton - Stölting Service Group - Topsport Vlaanderen-Baloise - Wanty-Groupe Gobert |
| |

## Rennergebnis
| #      | Fahrer             | Team                | Zeit       |
| ------ | ------------------ | ------------------- | ---------- |
| Sieger | Alejandro Valverde | Movistar Team       | 4h 43' 57" |
| 2.     | Julian Alaphilippe | Etixx-Quick Step    | gl. Zeit   |
| 3.     | Daniel Martin      | Etixx-Quick Step    | gl. Zeit   |
| 4.     | Wout Poels         | Team Sky            | +0' 04"    |
| 5.     | Enrico Gasparotto  | Wanty-Groupe Gobert | +0' 05"    |
| 6.     | Samuel Sanchez     | BMC Racing Team     | gl. Zeit   |
| 7.     | Michael Albasini   | Orica GreenEdge     | gl. Zeit   |
| 8.     | Diego Ulissi       | Lampre-Merida       | gl. Zeit   |
| 9.     | Warren Barguil     | Team Giant-Alpecin  | gl. Zeit   |
| 10.    | Rui Costa          | Lampre-Merida       | gl. Zeit   |